# Papua-Nowa Gwinea na Mistrzostwach Świata w Lekkoatletyce 2009
Papua-Nowa Gwinea na Mistrzostwach Świata w Lekkoatletyce 2009 – reprezentacja Papui-Nowej Gwinei podczas czempionatu w Berlinie liczyła 2 członków. 

## Występy reprezentantów Papui-Nowej Gwinei

### Mężczyźni
- Bieg na 400 m
  - Nelson Stone z czasem 47,13 zajął 44. miejsce w eliminacjach i nie awansował do kolejnej rundy

### Kobiety
- Bieg na 800 m
  - Salome Dell z czasem 2:08,22 zajęła 37. miejsce w eliminacjach i nie awansowała do kolejnej rundy